# Цвинтар Пікпюс
Цвинтар Пікпюс (фр. Cimetière de Picpus) — найбільший приватний цвинтар Парижа у XII окрузі, на якому поховано багатьох відомих особистостей. На цвинтарі поховані останки французів які були страчені на ґільйотині під час Великої французької революції 1789—1799 років. Тут поховано маркіза Лафаєта.

## Розташування та опис

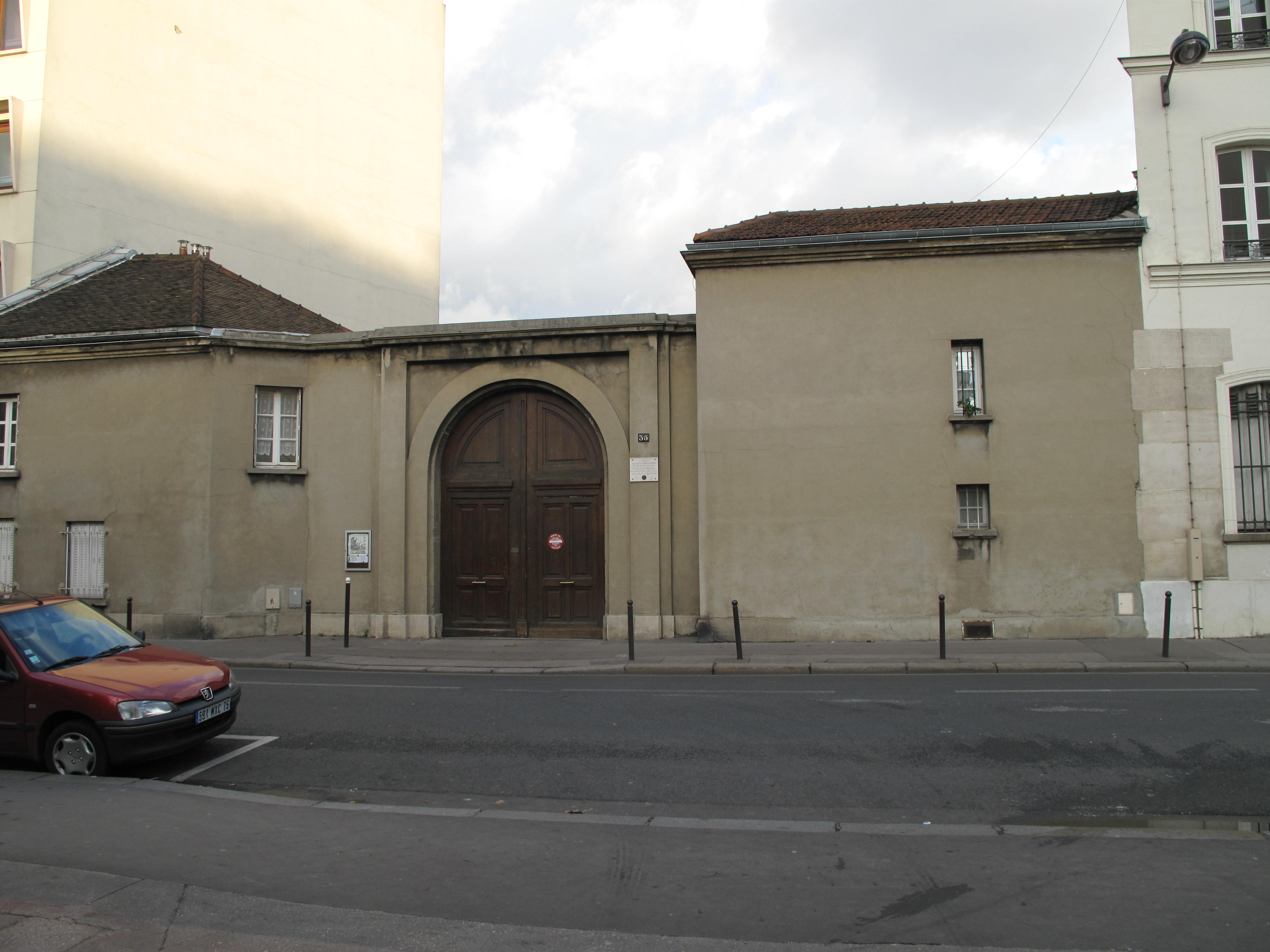
Вхідна брама на цвинтар

Цвинтар Пікпюс, один з двох приватних цвинтарів Парижа, розташований на однойменній вулиці Пікпюс у XII окрузі, поряд з станцією метро Пікпюс неподалік від Площі Нації, де влітку 1794 роки стояла ґільйотина. Другий приватний цвинтар у Парижі — це кіркут португальських євреїв у XIX окрузі.
Біля входу на цвинтарі Пікпюс знаходиться каплиця XIX століття, всередині якої можна побачити таблички з повним списком жертв Великої Французької революції, які спочивають у двох братських могилах. З 14 червня по 27 липня 1794 року в цих могилах було поховано 1306 осіб у віці 14-90 років. У переліку страчених можна побачити представників усіх станів тодішньої Франції. Тут упокоївся цвіт французької аристократії та духовенства, а також простий люд, який постраждав від «Великого терору».
На цвинтарі знаходиться чудотворна скульптура Богоматері Миру з немовлям, встановлена Людовіком XIII. Скульптура майстерно виготовлена з чорного дерева та увінчана золотою короною.
Над могилою маркіза де Лафаєта, почесного громадянина Сполучених Штатів Америки, встановлений американський прапор. Щороку 4 липня сюди приходить американський посол, щоб вшанувати його пам'ять.
Цвинтар Пікпюс відкритий для вільного відвідування у післяобідній час. За вхід береться плата у розмірі 2 €, кошти йдуть на утримання та благоустрій території.

## Історія
Заснований цвинтар Пікпюс за ініціативи короля Людовика XIII Пікпюс в Парижі у 1640 році біля монастиря Святого Августина. Під час французької революції цвинтар розширили за рахунок монастирського саду, відібраного у закритого революціонерами монастиря Святого Августина.
Через близькість до місця страти, обезголовлювали на площі Трону (нині площа Нації) за допомогою ґільйотини, на цвинтарі знаходяться дві братські могили, в яких поховані жертви закону 22 преріаля загальною кількістю 1306 осіб. Для цього революціонерами у північно-східному кутку монастирського саду були викопані дві братські могили. Масові поховання припинилися тільки після страти Робесп'єра.
У 1797 році власницею цвинтаря Пікпюс стала принцеса Амалія Зефірина фон Зальм-Кірбурґ, сестра страченого та похованого на цвинтарі принца Фрідріха III. 1803 року цвинтар Пікпюс придбали у складчину 11 членів сімей похованих.

## Відомі особи, поховані на цвинтарі

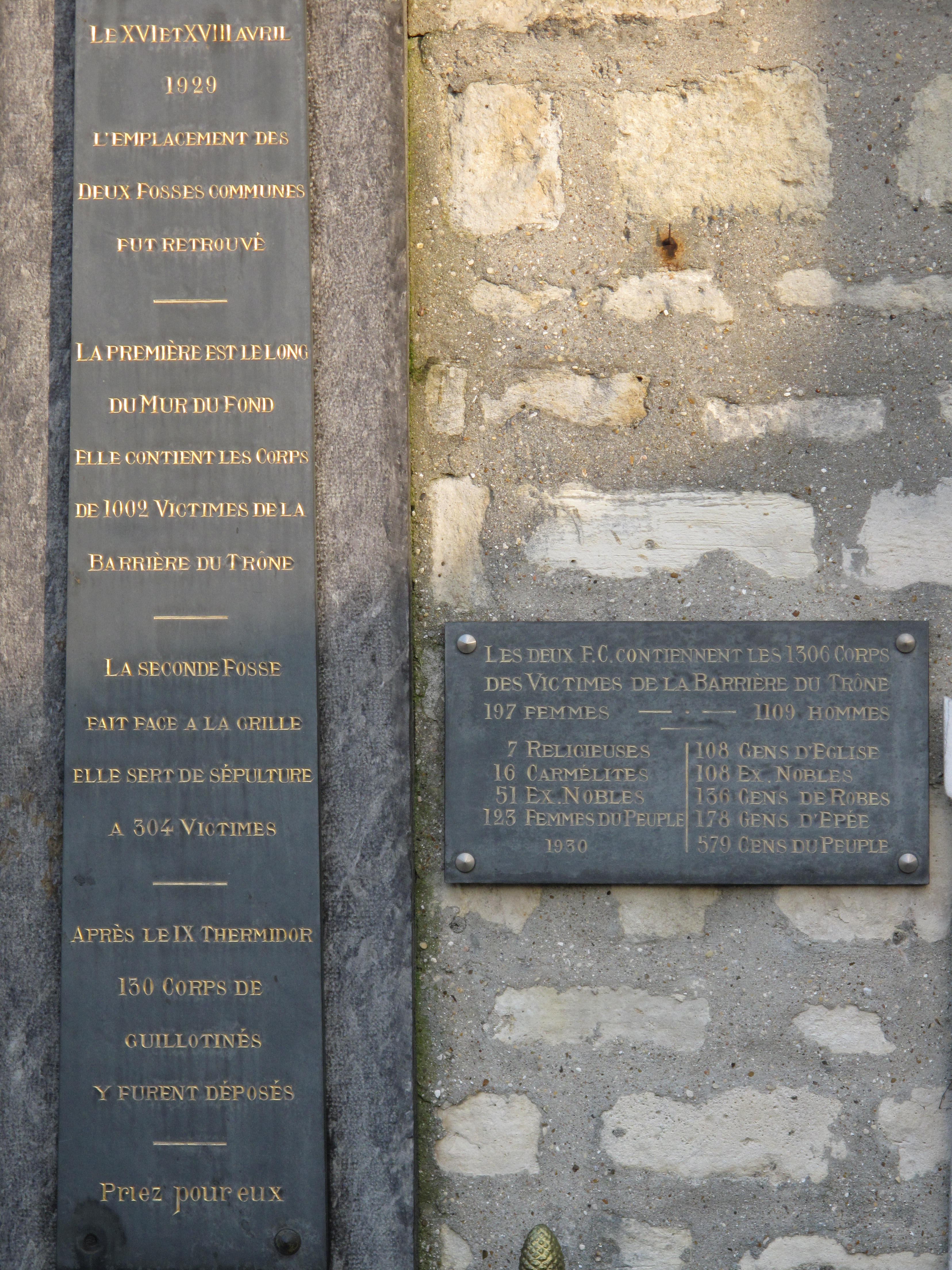
Таблиця з іменами похованих на цвинтарі

- Анрі Адміра — французький революціонер.
- Олександр Богарне — французький військовий та політичний діяч часів Першої республіки.
- Марі Жозеф де Лафаєт — французький військовий та політичний діяч.
- Андре Шеньє — французький поет, журналіст та політичний діяч.
- Антуан Лоран Лавуазьє — французький вчений, один із засновників сучасної хімії.
- Матьє де Монморансі-Лаваль[fr] — французький державний та політичний діяч.
- Шарль де Монталамбер[fr] — французький письменник та політичний діяч, член Французької академії.
- Жан-Антуан Руше[fr] — французький поет
- Марґарита Луїза Орлеанська — французька принцеса, двоюрідна сестра короля Людовика XIV, велика герцогиня Тосканська, дружина Козімо III Медічі.
- Рішар Мік — французький архітектор, представник неокласицизму.
- Адрієнн де Лафайєт[fr] — французька аристократка, дружина Марі Жозефа де Лафаєта.
- Комп'єнські мучениці — шістнадцять сестер-кармеліток, блаженних Римсько-Католицької церкви, страчені у Парижі в часи правління Максиміліана Робесп'єра.

## Світлини

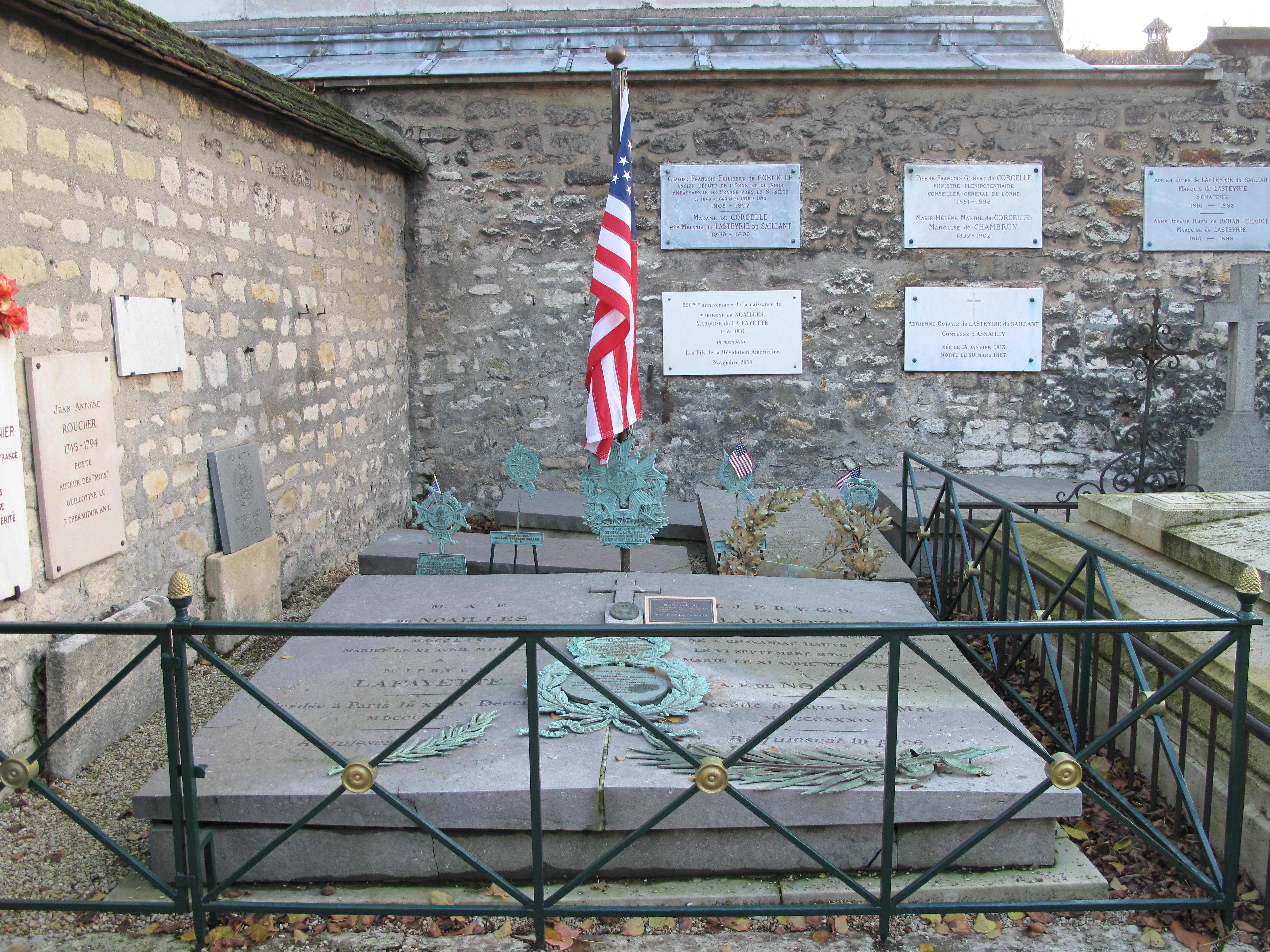
Могила Марі Жозефа де Лафаєта
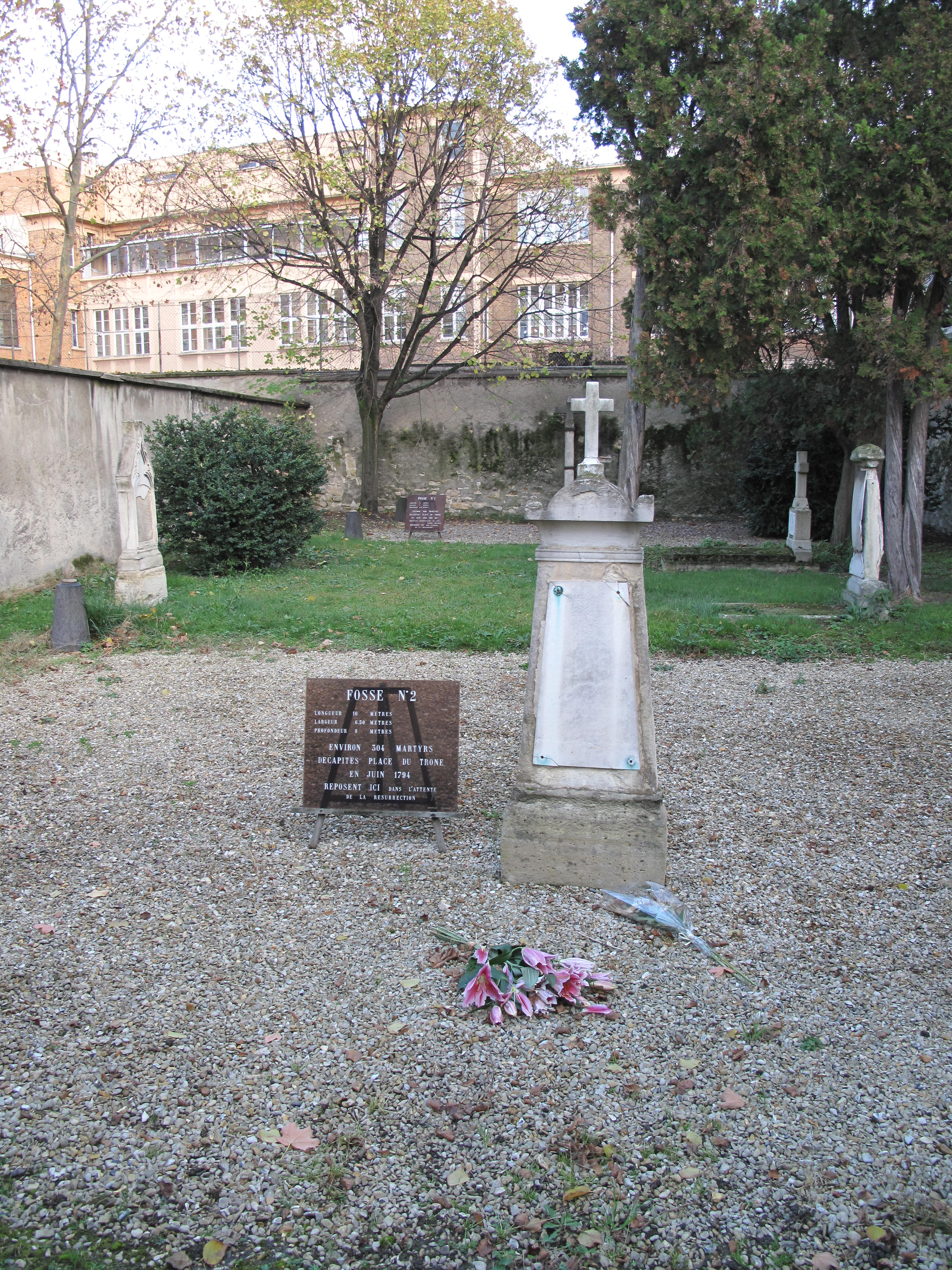
Братська могила
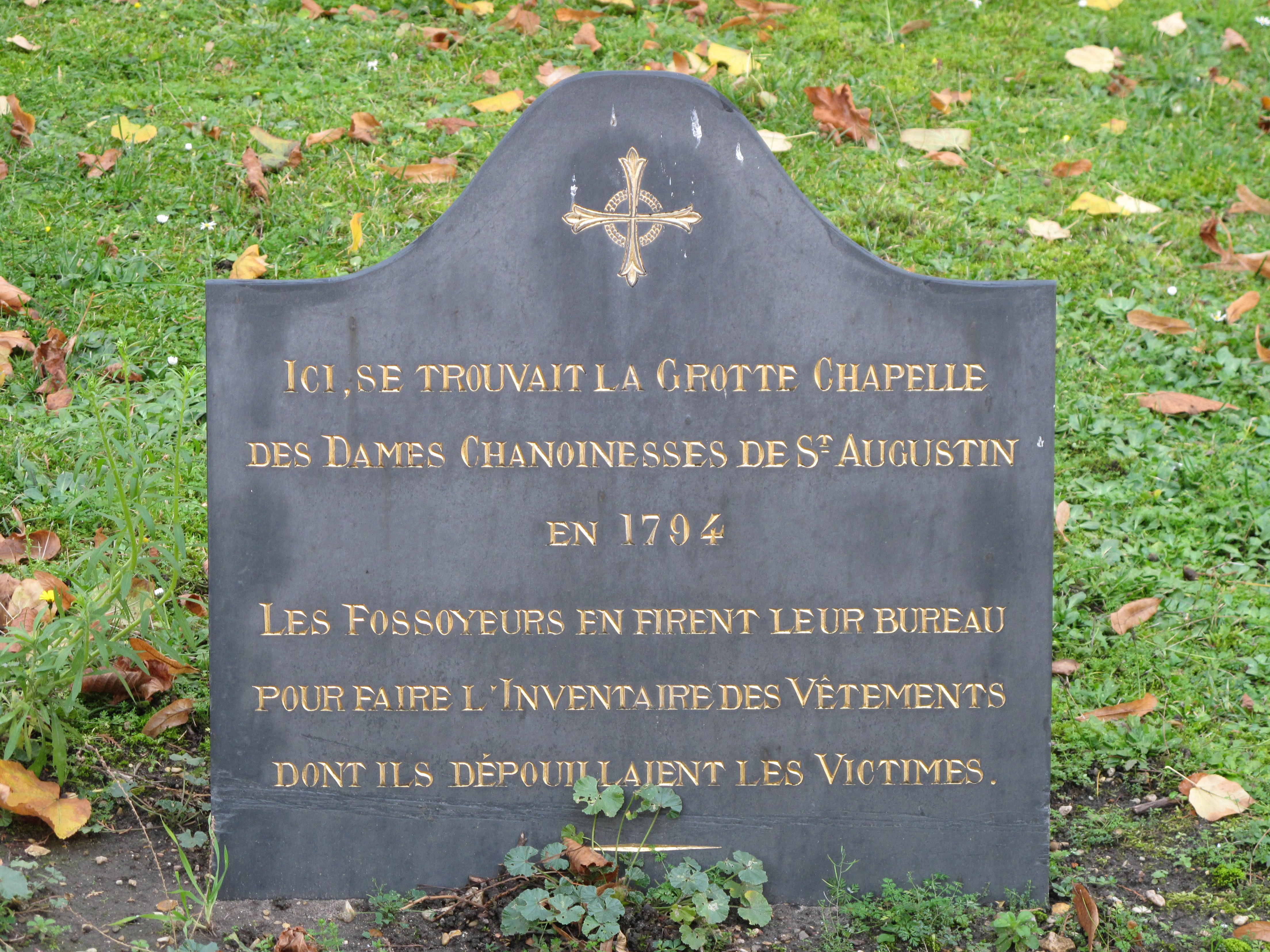
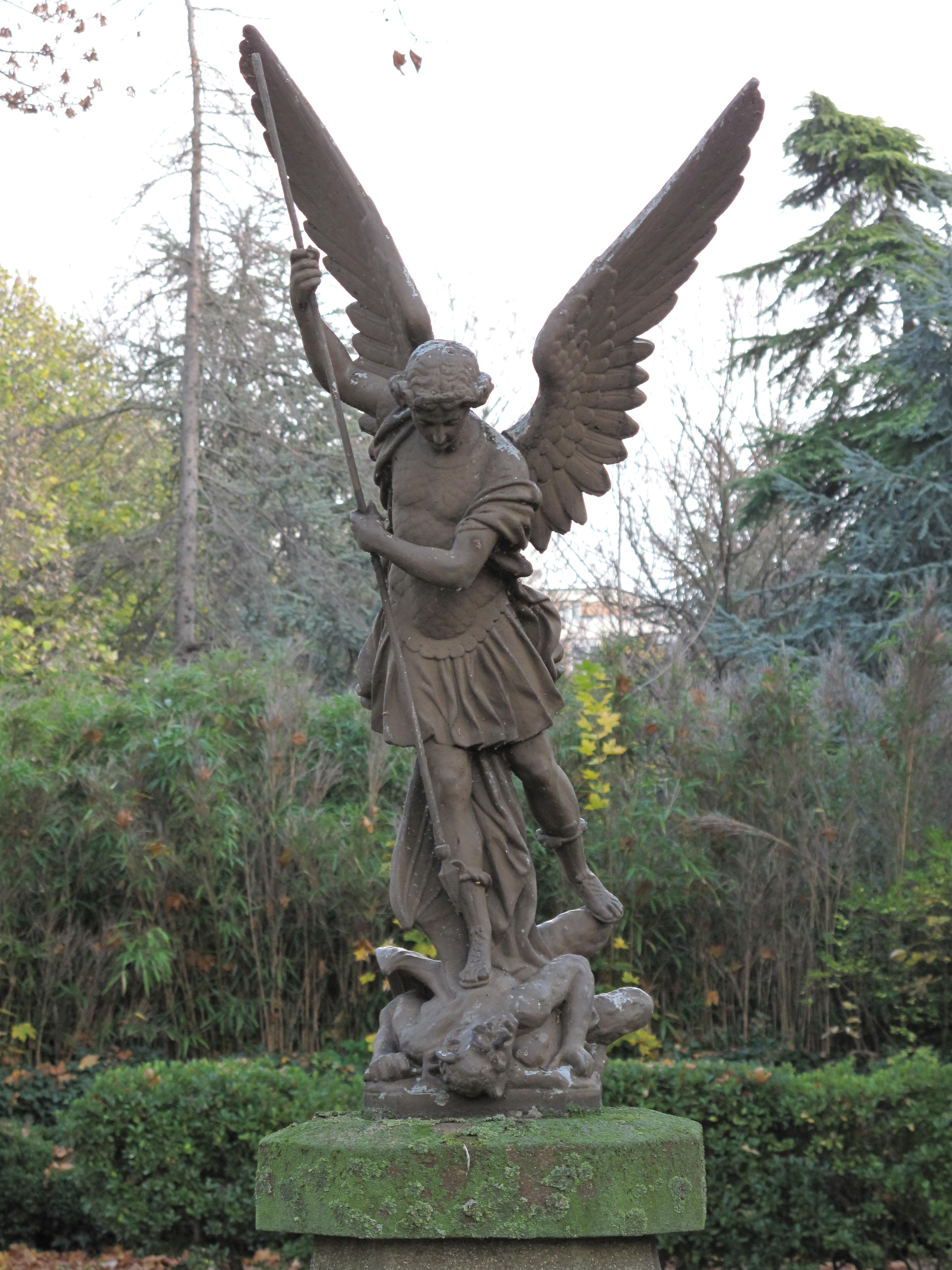
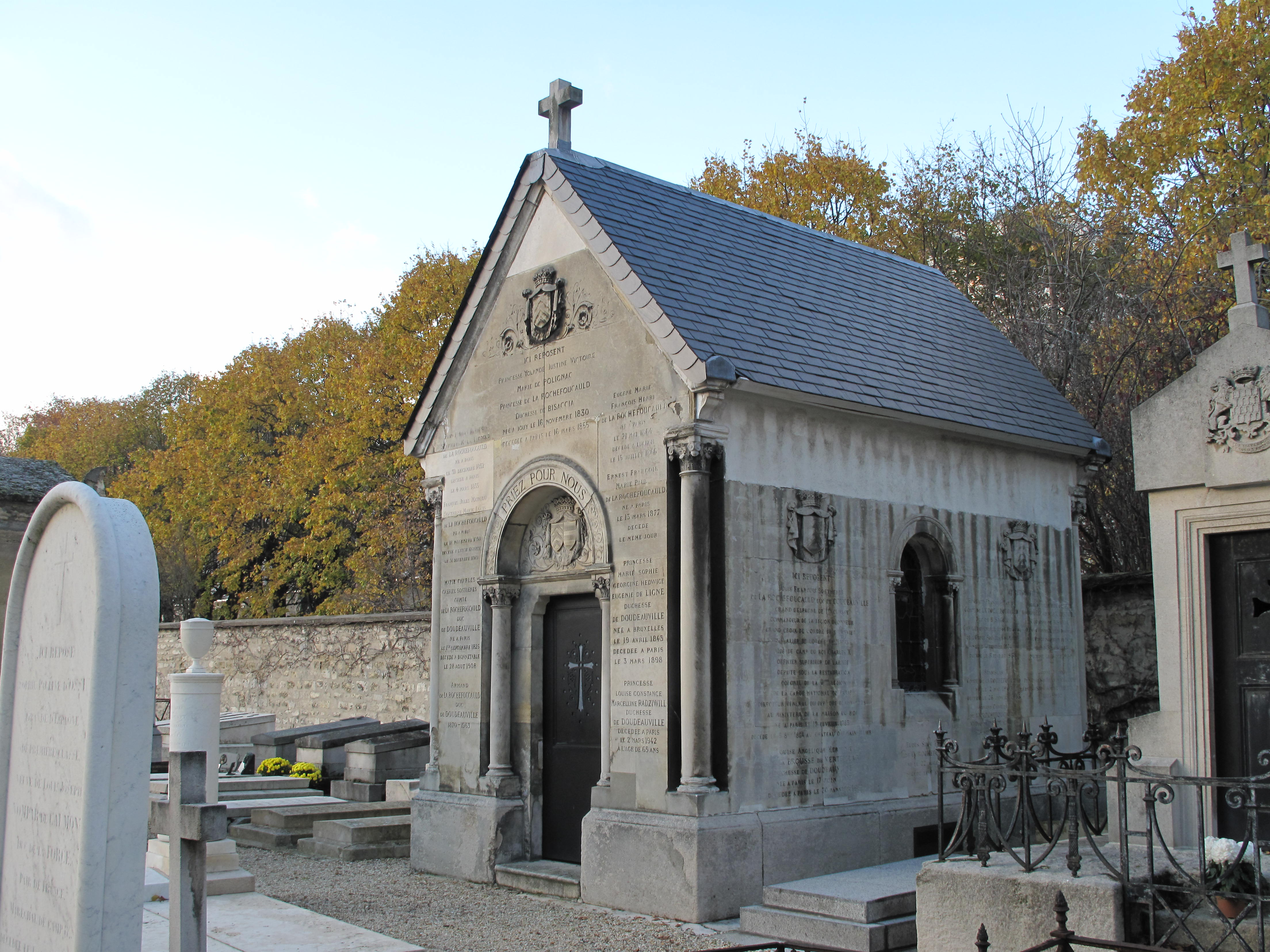
Гробівець сім'ї Ларошфуко
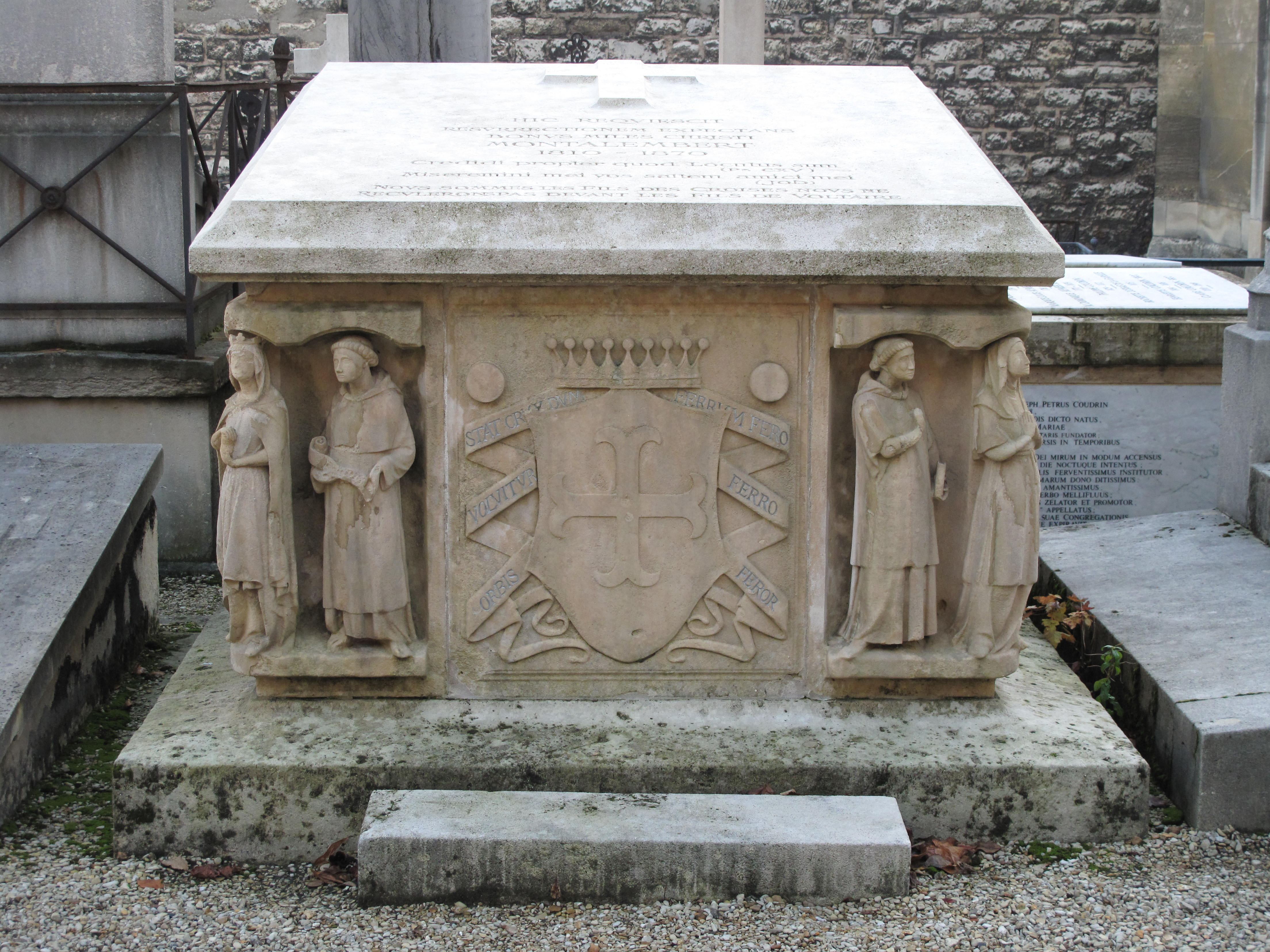
Гробівець сім'ї де Монталембер
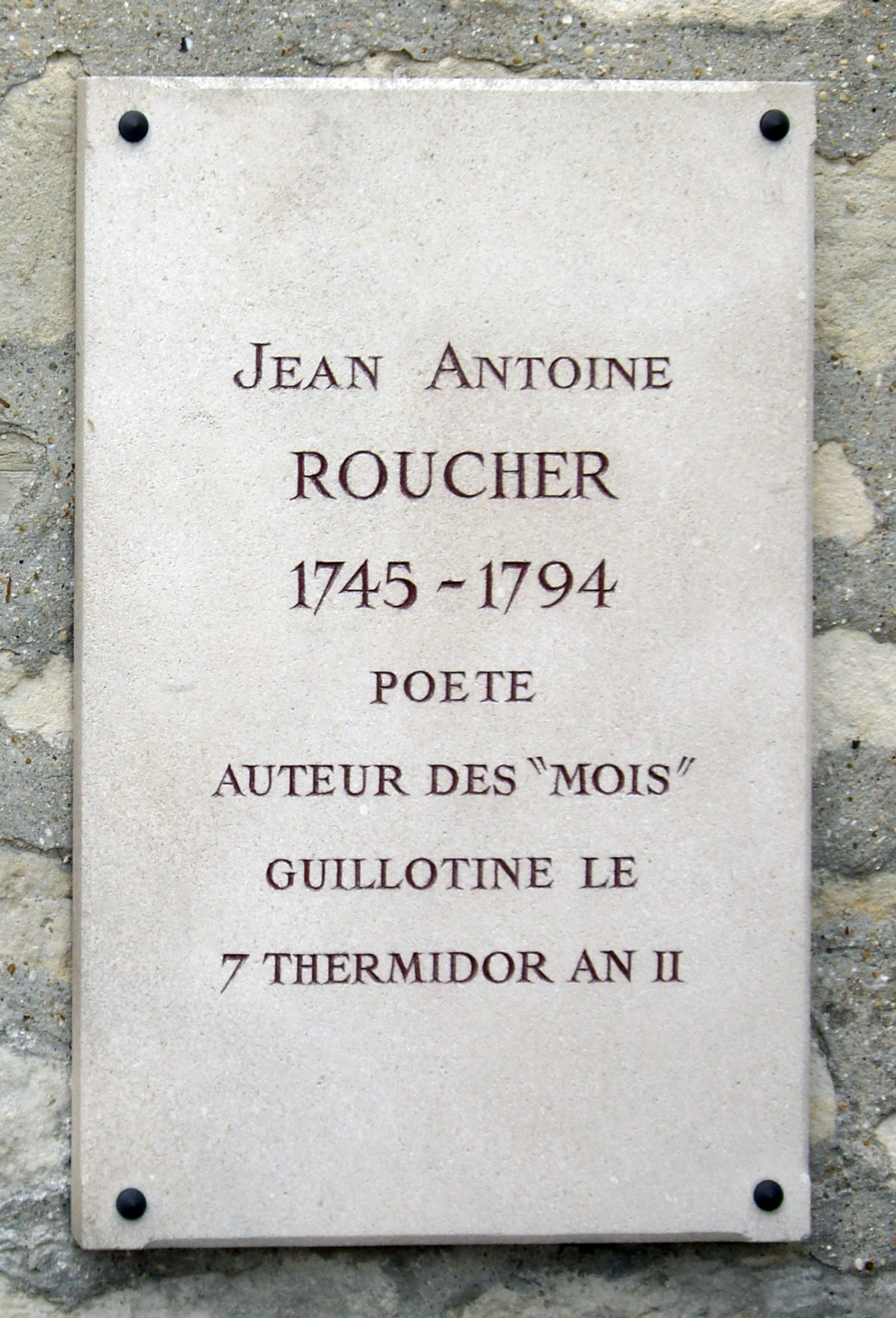
Меморіальна дошка поета Жана-Антуана Руше
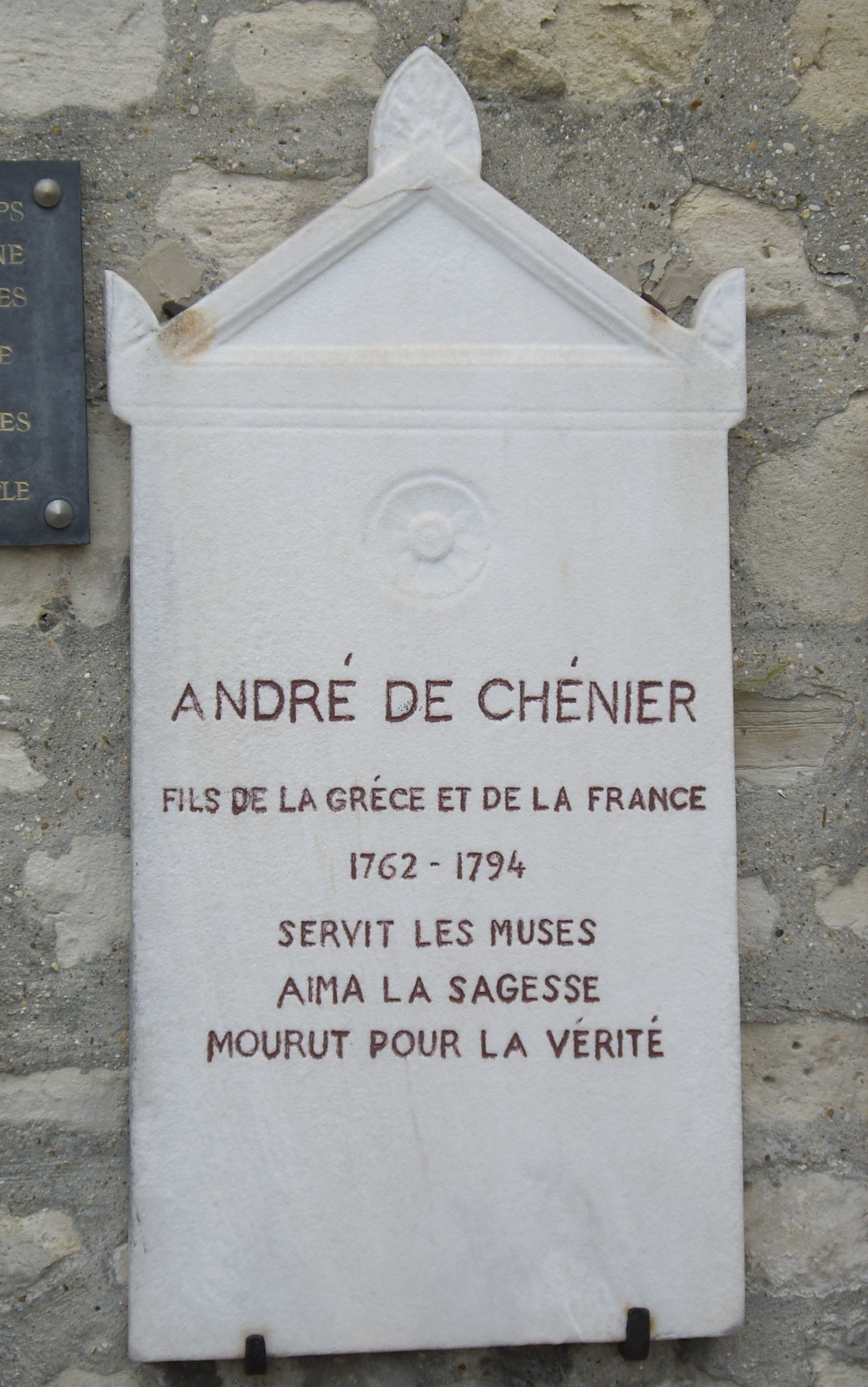
Меморіальна дошка поета Андре Шеньє
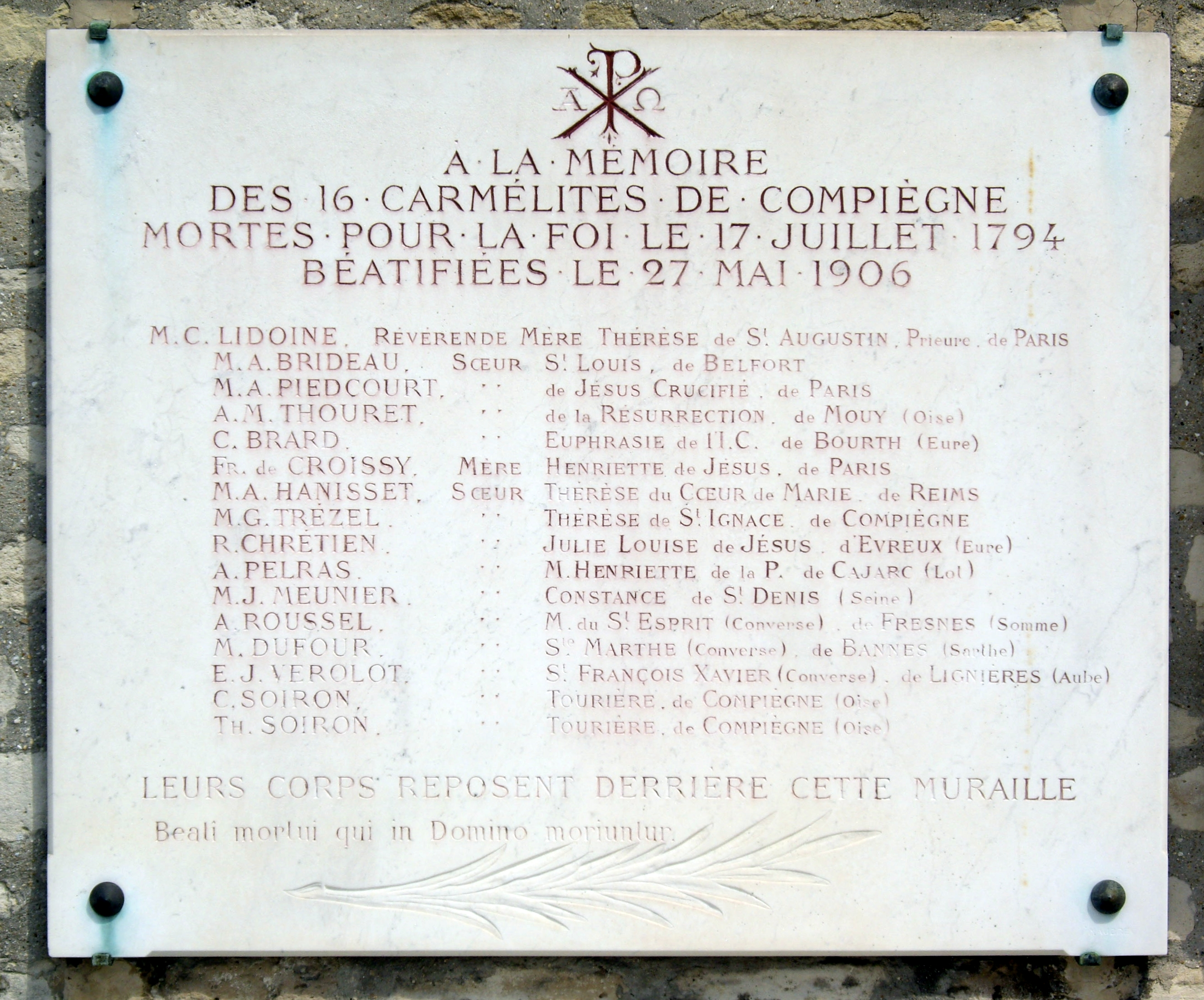
Меморіальна дошка у пам'ять про шістнадцять комп'єнських мучениць